# Soop
Soop är en uradlig svensk adelsätt. Ätten härstammar via en anmoders mormöderne från den medeltida frälseätten Soop som bar vapen med tre gäddtänder.

## Historik
Enligt en felaktig uppgift i Gabriel Anreps ättartavlor skall släkten ha härstammat från en lagman Harald Soop i Värmland, vilken levde i mitten av 1300-talet.
Tidigare ansågs att Soop härstammade från Lossaätten i Låssa socken. Missförståndet har troligen uppkommit genom en förmodad likhet med Lossaättens vapen, vars vänsterkluvna sköld endast var delad en gång, utan bjälke (se bild på vapnet till vänster).
Modern forskning anser väpnaren Ulf Siggesson i Östergötland (omnämnd tidigast 1463) som äldsta med visshet kända stamfader. Hans son Knut Ulfsson, död 1504 eller 1512 var den förste vars vapen är känt, han förde en kluven sköld med en bjälke i sinister fält. Han var 1499 häradshövding i Bobergs härad. Knut Ulfssons hustru Birgitta Haraldsdotter var dotter till Sigrid Pedersdotter från Malmö i Kvillinge socken, vars mor i sin tur var Märta Björnsdotter Soop (tre gäddtänder). Släktnamnet Soop upptogs av parets sonsons sons barn, barnen till riksrådet Hans Åkesson.
Flera av Ulf Siggessons sonsöner räknades till den rusttjänstgörande adeln i Östergötland vid 1500-talets början och deltog i herremötet i Västerås 1527. 
En av dem, Harald Knutsson, blev riksråd och amiral. Harald Knutsson skrev sig till Bjurum i Västergötland som han kommit i besittning genom giftermål med Karin Hansdotter (Tott) av ätten Tott, dotter till riddaren och riksrådet Hans Åkesson (Tott) till Bjurum och Frötuna och Kristina Eriksdotter, dotter till Erik Eriksson (Gyllenstierna). 
Harald Knutsson ägde även Frötuna gård i Uppland, som senare övertogs av en av hans söner. Hon förde därmed Bjurum genom giftet Bjurum till släkten Soop, där det stannade i flera led. Genom giftermålsförbindelser kom det mot slutet av 1600-talet till släkten Stenbock och på 1700-talet övergick det till släkten Lillie. Carl Georg Lillies son Brynte Lillie sålde Stora Bjurum 1807 till majoren Gustaf Soop af Limingo (1763-1832).
Ätten introducerades på det nyinrättade Riddarhuset 1625 genom denne Harald Knutssons sonsons son, häradshövdingen Åke Soop (1584-?). Ätten Soop infördes omedelbart i den så kallade riddarklassen och erhöll där i sinom tid ättenummer 10. Denna ätt fortlever alltjämt. Nuvarande (2011) huvudman är förre förste intendenten vid Vasamuseet, filosofie doktor Hans Åkesson Soop.
Ätten har även utgrenat sig 1651 i den friherrliga ätten Soop af Limingo samt 1687 i den friherrliga ätten Soop (nummer 87). Den senare kom dock endast att bestå av generalmajoren och guvernören i Riga Eric Soop (1643-1700) och dennes två döttrar.

## Personer med namnet eller tillhörande ätten
- Carl Gustaf Soop (1659–1711), friherre, kammarherre och landshövding
- Eric Soop (1643–1700), militär och ämbetsman
- Erik Soop (1592–1632), överste
- Erik Åkesson Soop (1613–1674), landshövding i Österbotten
- Gustaf Soop (1624–1679), ämbetsman, riksråd
- Hans Åkesson (Soop) (1552–1619), riksråd
- Knut Soop (1597–omkring 1647), militär och ämbetsman
- Knut Haraldsson Soop (död 1566), riddare och hövitsman
- Mattias Soop (1585–1653), riksråd
- Åke Soop (häradshövding) (1584–1658), häradshövding
- Åke Soop (lagman) (1682–1748), lagman och häradshövding
- Åke Haraldsson (Soop) (död före 1586), riksråd